# Erik Eriksson (hydrolog)
Erik Eriksson, född 9 december 1917 i Ströms socken i Jämtland, död 7 december 2019 i Rättvik, var en svensk hydrolog.

## Biografi
Erik Eriksson var son till Zacharias och Ingeborg (född Larsson) Eriksson i byn Bredkälen, cirka en mil väster om Strömsund, där föräldrarna var jordbrukare. Han arbetade på hemgården med jord- och skogsbruk fram till 1940. Efter militärtjänsten i beredskapen avlade han agronomexamen på jordbrukslinjen 1949, samt licentiatexamen i ämnet marklära 1952 vid Sveriges lantbruksuniversitet. Han arbetade därefter på meteorologiska institutionen vid Stockholms universitet och disputerade där i meteorologi 1959.
Eriksson var bland annat anställd vid Naturvetenskapliga forskningsrådet innan han 1970 tillträdde tjänsten som professor i hydrologi vid Uppsala universitet, varifrån han  avgick med pension 1982. Han var en av grundarna till konsultföretaget AB Hydroconsult i Uppsala, och verkade i dess styrelse under åren 1972–1998.
Eriksson var ledamot av Kungliga Vetenskapsakademien (invald 1979) och av Kungliga Vetenskapssamhället i Uppsala. Han publicerade ett 70-tal vetenskapliga uppsatser inom ämnena marklära, oceanografi, klimatologi och hydrologi. Eriksson har förutom i Europa rest på bland annat forsknings- och utredningsuppdrag i Sydasien, Afrika och Nordamerika.
Erik Eriksson var en av grundläggarna av forskningsområdet atmosfärskemi, studerade de biogeokemiska kretsloppen, och uppmärksammade redan under 1950-talet den globala uppvärmningen vid forskningsresor till Arktis.